# Lize Kop
Lize Kop (Wormer, 17 maart 1998) is een Nederlands voetbalspeelster die als keepster uitkomt voor Tottenham Hotspur F.C. in de FA Women's Super League. Daarvoor speelde ze bij Ajax en maakte ze onderdeel uit van CTO. Ze ging tegelijk met Paulina Quaye van CTO naar Ajax.
In december 2016 trainde Kop ook voor het eerst met Oranje.
Ook speelde ze in 2014 voor de Oranje Leeuwinnen O16. Op 4 maart 2019 maakte Kop haar debuut in Oranje in een wedstrijd tegen Polen tijdens de Algarve Cup.
In 2018 speelde Kop als eerste keus bij Ajax de hele kwartfinale van de KNVB Beker tegen ADO. Aan het eind van het seizoen verlengde ze haar contract voor twee seizoenen tot 2020. Vanaf dat moment stond ze vaker in de basis van Ajax.
2021 was een lastig jaar voor Lize Kop. In april kreeg ze een bal tegen haar hoofd, waardoor ze een hersenschudding opliep. Ze was op tijd fit voor de Olympische Spelen van Tokio, maar bij terugkomst liep ze wederom een hersenschudding op, waardoor ze voor Ajax maar twee wedstrijden in de competitie kon spelen.
Tijdens het WK van 2023 in Australië en Nieuw-Zeeland liet Kop weten de Amsterdammers te gaan verlaten. Op 16 augustus 2023 werd bekend dat ze een driejarig contract had getekend bij Leicester City in de Engelse Women's Super League. Ze kwam tot tien optredens in de hoofdmacht van Leicester City WFC en maakte in de winterstop van het seizoen 2024/25 de overstap naar Tottenham Hotspur waar ze een contract tot medio 2028 tekende. Het was een van duurste transfers voor een doelvrouw.

## Carrièrestatistieken
| Seizoen                        | Club                  | Land           | Competitie              | Competitie | Competitie | Beker | Beker | Internationaal | Internationaal | Eredivisie Cup | Eredivisie Cup | Totaal | Totaal |
| Seizoen                        | Club                  | Land           | Competitie              | Wed.       | Dlp.       | Wed.  | Dlp.  | Wed.           | Dlp.           | Wed.           | Dlp.           | Wed.   | Dlp.   |
| ------------------------------ | --------------------- | -------------- | ----------------------- | ---------- | ---------- | ----- | ----- | -------------- | -------------- | -------------- | -------------- | ------ | ------ |
| 2017/18                        | AFC Ajax              | Nederland      | Eredivisie              | 13         | 0          | –     | 0     | –              | –              | –              | –              | 13     | 0      |
| 2018/19                        | AFC Ajax              | Nederland      | Eredivisie              | 20         | 0          | –     | 0     | 3              | –              | –              | –              | 20     | 0      |
| 2019/20                        | AFC Ajax              | Nederland      | Eredivisie              | 12         | 0          | –     | 0     | –              | –              | –              | –              | 12     | 0      |
| 2020/21                        | AFC Ajax              | Nederland      | Eredivisie              | 15         | 0          | 5     | 0     | –              | –              | 5              | 0              | 15     | 0      |
| 2021/22                        | AFC Ajax              | Nederland      | Eredivisie              | 2          | 0          | 2     | 0     | –              | –              | –              | 0              | 2      | 0      |
| 2022/23                        | AFC Ajax              | Nederland      | Eredivisie              | 20         | 0          | 3     | 0     | –              | –              | –              | 0              | 20     | 0      |
| 2023/24                        | Leicester City WFC    | Engeland       | FA Women's Super League | 8          | 0          | 0     | 0     | –              | –              | –              | –              | 8      | 0      |
| 2024/25                        | Leicester City WFC    | Engeland       | FA Women's Super League | 2          | 0          | 0     | 0     | –              | –              | –              | –              | 2      | 0      |
| 2024/25                        | Tottenham Hotspur F.C | Engeland       | FA Women's Super League | 0          | 0          | 0     | 0     | –              | –              | –              | –              | 0      | 0      |
| Carrièretotaal                 | Carrièretotaal        | Carrièretotaal | Carrièretotaal          | 92         | 0          | 10    | 0     | 3              | 0              | 0              | 0              | 105    | 0      |
| Bijgewerkt tot 15 januari 2025 |                       |                |                         |            |            |       |       |                |                |                |                |        |        |